# Asencio Point
Asencio Point är en udde i Antarktis. Den ligger på Trinity Island i Sydshetlandsöarna. Argentina, Chile och Storbritannien gör anspråk på området.
Terrängen inåt land är kuperad. Havet är nära Asencio Pointåt sydväst. Trakten är obefolkad. Det finns inga samhällen i närheten.